# Wümmeniederung mit Rodau, Wiedau und Trochelbach
Die Wümmeniederung mit Rodau, Wiedau und Trochelbach ist ein u. a. von der Wümme durchflossenes Naturschutzgebiet in den niedersächsischen Gemeinden Stemmen, Vahlde und Lauenbrück in der Samtgemeinde Fintel, in der Gemeinde Scheeßel, in der Stadt Rotenburg (Wümme), in den Gemeinden Hemsbünde, Brockel und Hemslingen in der Samtgemeinde Bothel und in den Gemeinden Ahausen und Hellwege in der Samtgemeinde Sottrum.

## Allgemeines
Das Naturschutzgebiet mit dem Kennzeichen NSG LÜ 355 ist circa 2896 Hektar groß. Es ist zu einem großen Teil Bestandteil des FFH-Gebietes „Wümmeniederung“. Ein kleiner Teil ist Bestandteil des Vogelschutzgebietes „Moore bei Sittensen“. Das Naturschutzgebiet grenzt im Nordosten an die Naturschutzgebiete „Obere Wümmeniederung“ und „Ekelmoor“ und an das Landschaftsschutzgebiet „An der Schneckenstiege“ sowie nordöstlich von Lauenbrück an das Naturschutzgebiet „Kinderberg und Stellbachniederung“, zwischen Scheeßel und Rotenburg (Wümme) an das Naturschutzgebiet „Veerseniederung“ sowie südlich von Rotenburg (Wümme) an das Landschaftsschutzgebiet „Grafeler Holz, Hamerloh und Lintel“, bei Ahausen an das Landschaftsschutzgebiet „Föhren- und Wacholdergebiet bei der Ahauser Mühle“ und bei Ottersberg an das Landschaftsschutzgebiet „Dünenlandschaft am Wehrmeistersee“. Teile des Naturschutzgebietes „Ekelmoor“ und die Naturschutzgebiete „Fährhof“ und „Voßberge“ gingen ebenso im Naturschutzgebiet „Wümmeniederung mit Rodau, Wiedau und Trochelbach“ auf wie große Teile der Landschaftsschutzgebiete „Obere Wümmeniederung“ und „Wümmeniederung unterhalb Rotenburg“, die Landschaftsschutzgebiete „Vareler Wacholdergebiet“, „Untere Rodau- und Wiedauniederung“ und „Hastedter Wacholder- und Stechginstergebiet“ sowie Teile der Landschaftsschutzgebiete „Hastedter Schnuckenheide“ und „Dünenlandschaft am Wehrmeistersee“. Das Gebiet steht seit dem 1. August 2020 unter Naturschutz. Zuständige untere Naturschutzbehörde ist der Landkreis Rotenburg (Wümme).

## Beschreibung

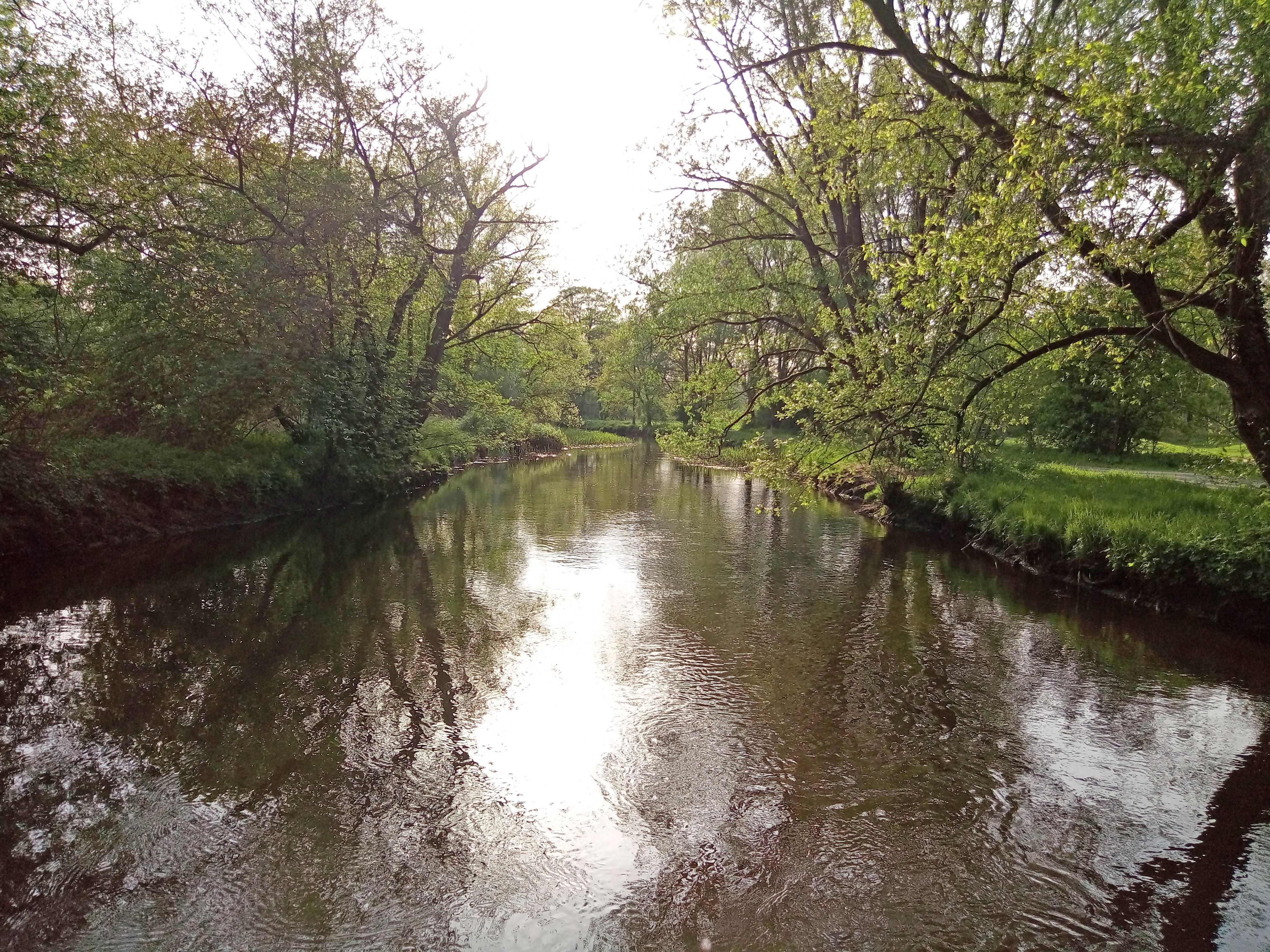
Wiedau in Rotenburg (Wümme)

Das Naturschutzgebiet erstreckt sich entlang der Wümmeniederung im Landkreis Rotenburg (Wümme) sowie Teilen der Niederungen der Rodau und Wiedau und daran angrenzende Bereiche. In diesem Bereich besteht das Naturschutzgebiet neben den Niederungen der Fließgewässer aus mehreren Teilflächen, einer Heide südlich von Hastedt, einer Heide südlich von Hemsbünde und Teilen eines mit dem Trochelbach verbundenen Grabensystems südlich von Brockel.
Das Naturschutzgebiet wird in erster Linie von den Niederungen der Fließgewässer geprägt. Die Fließgewässer verlaufen in ihren Niederungen über weite Strecken naturnah mäandrierend. Stellenweise sind Altwasser erhalten. Die ökologische Durchgängigkeit der Wümme ist an der Scheeßeler Mühle durch ein Wehr unterbrochen. Die Fließgewässer weisen flutende Unterwasservegetation auf. Die Niederungen werden vielfach von als Wiese oder Weide genutztes Grünland unterschiedlicher Feuchtegrade und Nutzungsintensitäten eingenommen. Die Grünländer sind teilweise als artenreiche Borstgrasrasen oder Pfeifengraswiesen ausgeprägt. In die Grünländer sind teilweise Feldgehölze eingebettet. Teilflächen werden auch als Acker genutzt. Die Wümme wird über weite Strecken von Gehölzen begleitet. Ihr Gewässerrandstreifen wird wie vielfach auch ungenutzte Bereiche von Röhrichten, Seggenrieden und Hochstaudenfluren eingenommen. Insbesondere in ihrem oberen Verlauf fließt die Wümme durch Moore bzw. vermoorte Bereiche mit Hochmoorresten, Übergangs- und Schwingrasenmooren und naturnahen Moorwäldern mit Moorbirke, Sandbirke und Waldkiefer. Teile der Niederungen werden von Au- und Bruchwäldern mit Schwarzerle, Gemeiner Esche, Gewöhnlicher Traubenkirsche, Flatterulme und Stieleiche, Eichen- und Eichen-Hainbuchen-Mischwäldern mit Stieleiche, Traubeneiche, Hainbuche, Gemeiner Esche, Feldahorn, Flatterulme, Vogelkirsche, Eberesche, Zitterpappel und Rotbuche, auf nassen Standorten auch Schwarzerle sowie Buchenmischwäldern mit Rotbuche, Stieleiche, Traubeneiche und teilweise Hainbuche eingenommen. Die Wälder im Naturschutzgebiet verfügen vielfach über einen hohen Alt- und Totholzanteil.
Stellenweise sind Stillgewässer mit Strandlings- und Zwergbinsenvegetation bzw. Laichkraut- oder Froschbiss-Gesellschaften, in den Moorgebieten auch dystrophe Stillgewässer mit torfmoosreicher Verlandungsvegetation zu finden. Die Stillgewässer sind Lebensraum unter anderem für Amphibien wie Moorfrosch und Knoblauchkröte.
Die Fließgewässer beherbergen unter anderem Aal, Hecht, Meerforelle, Groppe, Elritze, Bitterling, Schlammpeitzger, Steinbeißer, Meer-, Fluss- und Bachneunauge. Sie sind mit ihren Niederungen Lebensraum für Biber und Fischotter, sowie verschiedene Libellen wie die Grüne Flussjungfer, Grüne Mosaikjungfer und Zierliche Moosjungfer. Die Moore sind Heimat der Großen Moosjungfer.
Niederungen und Wälder sind Lebensräume verschiedener Fledermäuse, darunter Großes Mausohr, Bechsteinfledermaus, Große und Kleine Bartfledermaus, Breitflügelfledermaus, Großer und Kleiner Abendsegler, Rauhautfledermaus, Zwergfledermaus, Wasserfledermaus und Teichfledermaus.
Auf Binnendünen und an Talrändern sind teilweise Sandheiden mit Besenheide und Krähenbeere, offene Grasflächen mit Silber- und Straußgras und Trockenrasen ausgeprägt. In den Zwergstrauchheiden siedeln Englischer und Behaarter Ginster. Teilweise sind Wacholderbestände in die Heiden eingestreut. Die Dünen sind Lebensraum unter anderem verschiedener Insekten und Reptilien wie der Schlingnatter.
Das Naturschutzgebiet beherbergt mit seinen unterschiedlichen Lebensräumen eine artenreiche Avifauna. So kommen hier beispielsweise Kranich, Schwarzstorch, Uhu, Baumfalke, Rotmilan, Kuckuck, Kiebitz, Bekassine, Waldwasserläufer, Ziegenmelker, Schwarzspecht, Mittelspecht, Buntspecht, Neuntöter, Pirol, Gartenrotschwanz, Heidelerche, Braunkehlchen, Schwarzkehlchen, Blaukehlchen, Sumpfrohrsänger, Feldschwirl und verschiedene Enten wie Krickente, Löffelente und Schnatterente vor. Bedeutung hat das Gebiet auch für die Gastvogelarten Flussregenpfeifer, Grünschenkel, Waldschnepfe, Raubwürger, Graugans, Reiherente und weiteren.
Das Naturschutzgebiet beherbergt zahlreiche, teilweise gefährdete Gefäßpflanzen, darunter Schwarzschopfsegge, Rasensegge, Igelsegge, Steife Segge, Walzensegge, Hirsesegge, Blasensegge, Fadenbinse, Gewöhnliche Rasenbinse, Kopfige Hainsimse, Schwanenblume, Rosmarinheide, Gewöhnliche Moosbeere, Sumpfcalla, Mittlerer und Rundblättriger Sonnentau, Weißes und Braunes Schnabelried, Moorlilie, Seekanne, Krebsschere, Bach-Quellkraut, Wasser-Greiskraut, Sumpf-Greiskraut, Sumpf-Platterbse, Sumpfdotterblume, Röhriger Wasserfenchel, Gelbe Wiesenraute, Großes Zweiblatt, Breitblättriges Knabenkraut, Hohe Schlüsselblume, Bach-Nelkenwurz, Schachblume, Ährige Teufelskralle, Großer Klappertopf, Gewöhnlicher Teufelsabbiss, Wald-Sanikel, Langblättriger Ehrenpreis, Kleiner Baldrian, Einbeere, Quendel-Seide, Heide-Nelke, Königsfarn, Sumpffarn, Winter-Schachtelhalm, Traubige Trespe und Kammgras.
Das Naturschutzgebiet ist von verschiedenen Wegen aus erlebbar. Durch Teile des Naturschutzgebietes verlaufen Abschnitte der Nordpfade, ausgewiesene Wanderwege im Landkreis Rotenburg (Wümme). Das Naturschutzgebiet wird von zahlreichen Verkehrswegen gequert, darunter die Bundesstraße 75 bei Lauenbrück und Rotenburg (Wümme) und die Autobahn 1 bei Ottersberg sowie die Eisenbahnstrecke Verden–Rotenburg bei Rotenburg (Wümme).